# Smiley Face Killers
Smiley Face Killers es una película de terror estadounidense de 2020 dirigida por Tim Hunter y escrita por Bret Easton Ellis, quien también es uno de los productores. La película se basa libremente en la teoría del asesinato con cara sonriente . La película está protagonizada por Ronen Rubinstein, Mia Serafino y Crispin Glover .

## Sinopsis
La película comienza con el secuestro y asesinato de dos víctimas no relacionadas por un asesino encapuchado en una camioneta blanca. La única pista que vincula los asesinatos es la presencia de grafitis con caras sonrientes cerca del cuerpo. Luego, la película muestra a Jake, un estudiante universitario que cree que alguien lo está acosando, ya que le han dejado un mapa que marca las ubicaciones de los asesinatos anteriores de caras sonrientes junto con mensajes de texto y fotografías espeluznantes. A su novia Keren le preocupa que él haya dejado de tomar medicamentos psiquiátricos, especialmente después de que se pone celoso de que ella hable con su exnovio Rob. Jake le cuenta los extraños acontecimientos a su amigo Adam, quien teoriza que Rob puede estar haciéndolos por celos. Comienza a investigar el mapa y los mensajes con más seriedad, sin saber en todo momento que el acosador, una misteriosa figura encapuchada, ha asesinado a su compañero de cuarto Devon.
Jake descubre mensajes de Rob en el teléfono de Keren y los dos discuten, lo que hace que ella se preocupe aún más y asuma que sus preocupaciones se deben a que no toma sus medicamentos. Continúa la pelea más tarde cuando descubre a Rob en una fiesta, durante la cual empuja a Keren. Molesto, Jake abandona la fiesta y rápidamente es secuestrado por su acosador y otras dos figuras encapuchadas, una de las cuales comienza a drenar su sangre. Un intento de liberarse sólo tiene éxito momentáneamente y resulta en la muerte de un empleado de una gasolinera y de un grupo de adolescentes que se acercaban en coche. Luego, las figuras matan a Jake, quienes arrojan su cuerpo y le pintan una cara sonriente. Finalmente se descubre la muerte de Devon y, en general, se cree que Jake lo asesinó. La película termina con las figuras encapuchadas acechando a su próxima víctima.

## Reparto
- Ronen Rubinstein como Jake Graham
- Mia Serafino como Keren
- Crispin Glover como figura encapuchada
- Amadeus Serafini como Gabriel
- Ashley Rickards como Alana
- Garrett Coffey como Adán
- Cody Simpson como Rob
- Daniel Covin como Devon
- Gianna DiDonato como Liv
- Rachel Crowl como asesina de mujeres
- Daniel Dannas como Ryan Elliot
- Reese Mishler como Brandon Douglas
- Corey Prather como Paul Lader

## Producción
En octubre de 2017, se anunció el inicio de la producción. Ronen Rubinstein fue elegido para el papel principal y Crispin Glover para un papel secundario, con Tim Hunter dirigiendo un guion de Bret Easton Ellis . 

## Estreno
Smiley Face Killers se lanzó en video bajo demanda, DVD y Blu-ray el 4 de diciembre de 2020. 

## Recepción
Smiley Face Killers tiene una calificación del 44% en Rotten Tomatoes, según nine reseñas. 

## Marketing
El 8 de octubre de 2020, Lionsgate dio a conocer el póster oficial y el avance de la película.  Ronen Rubinstein expresó su frustración por el enfoque del estudio en materia de marketing y la aparente falta de apoyo a la película.  Después de una disputa de un mes con el estudio, Trenton Ryder confirmó en Twitter que los activos de marketing social de la película volvían a estar bajo su control después de haber sido eliminados antes del estreno de la película. 